# Aeroportul Quinhagak
Aeroportul Quinhagak (IATA: KWN, ICAO: PAQH, FAA LID: AQH) este un aeroport din Alaska, Statele Unite ale Americii ce deservește zona Quinhagak⁠(d). Aeroportul a fost tranzitat în 2019 de 14.996 de pasageri. A fost numit după zona deservită.
Situat la o altitudine de 13 m, aeroportul dispune de 1 pistă.

## Infrastructură

### Piste
Aeroportul dispune de o singură pistă. Pista 12/30 are suprafața de pietriș și dimensiunile 4.000 picioare × 75 picioare. 